# 15785 de Villegas
15785 de Villegas este un asteroid din centura principală de asteroizi.

## Descriere
15785 de Villegas este un asteroid din centura principală de asteroizi. A fost descoperit pe 18 august 1993 la Caussols de Eric Walter Elst. Asteroidul prezintă o orbită caracterizată de o semiaxă mare de 3,14 ua, o excentricitate de 0,06 și o înclinație de 14,2° în raport cu ecliptica.